# Tonalité de recomposition
La tonalité de recomposition (aussi appelée tonalité d'occupation rapide ; en anglais, reorder tone, fast busy tone, congestion tone ou all trunks busy tone) est une tonalité de progression d’appel du réseau téléphonique public commuté (RTPC) renvoyée à l’appelant pour indiquer qu'un appel ne peut pas être acheminé à cause de congestion dans le réseau.
La tonalité est utilisée pour indiquer que l'appel ne peut être acheminé, soit parce que tous les circuits (lignes réseau) sont occupés, que le numéro appelé est hors service, que le routage de l'appel est impossible ou qu'un code invalide a été composé. De nombreuses compagnies de téléphone en Amérique du Nord et au Royaume-Uni émettent cette tonalité après la diffusion d'une annonce enregistrée expliquant la raison de l'échec de l'appel, généralement lorsque la partie appelée n'accepte pas l'appel après plusieurs minutes.

## Caractéristiques de la tonalité
Les caractéristiques de tonalité varient selon les pays ou les administrations téléphoniques.
En Amérique du Nord, la tonalité de recomposition est définie par le plan de tonalités précises. Selon ce plan, la tonalité de recomposition utilise les mêmes fréquences que la tonalité d'occupation, soit un son de fréquences de 480 et 620 Hz à un niveau de -24 dBm, mais avec une cadence de 0,25 seconde de son et 0,25 seconde de silence. Le plan original comportait deux versions légèrement différentes de la tonalité, une version avec une cadence de 0,2 seconde de son et 0,3 seconde de silence pour signaler un encombrement d'un circuit interurbain et une version avec une cadence de 0,3 seconde de son et 0,2 seconde de silence pour signaler l'encombrement d'un circuit local.
La tonalité de recomposition britannique est la même que celle de la tonalité d'occupation, soit 400 Hz, avec une cadence de 0,4 seconde de son, 0,35 seconde de silence, 0,225 seconde de son et 0,525 seconde de silence.